# Nissan Teana
Der Nissan Teana ist ein zwischen 2003 und 2020 hergestelltes Modell der oberen Mittelklasse des japanischen Automobilherstellers Nissan mit Frontantrieb. Der Teana hat die gleiche Plattform wie der in den USA angebotene Nissan Maxima und ist ferner verwandt mit dem Nissan Altima und dem ausschließlich in Japan angebotenen Nissan Presage.
Der Name Teana entstand aus einem Wort der amerikanischen Ureinwohner, das so viel bedeutet wie Anbruch oder Dämmerung. Er wurde gewählt, da er metaphorisch gut zur Neuauflage einer luxuriösen Limousine passt und einen eleganten Klang hat.

## Teana J31 (2003–2008)
Die Markteinführung der ersten Generation erfolgte im Februar 2003.
Angetrieben wird der nur als Viertürer erhältliche Teana von V6-Motoren mit 2,3 oder 3,5 Liter Hubraum oder einem 2,5-Liter-Vierzylinder. Der 2,3-Liter ist mit einer Viergangautomatik gekoppelt, der 3,5-Liter mit einer stufenlosen CVT-Automatik und die Vierzylindervariante, die serienmäßig über Allradantrieb verfügt, mit einer Fünfgangautomatik.
In der Volksrepublik China produzierte die Dongfeng Motor Company, an der Nissan Anteile hält, den Teana. Das Modell wurde zudem in Indien, Russland, der Ukraine, Neuseeland und Australien verkauft, in Australien unter der Bezeichnung Maxima als Konkurrent von Mitsubishi 380 und Toyota Aurion. In Korea und Chile sind die auf dem Teana basierenden Samsung SM5 und SM7 erhältlich. Zudem gibt es seit 2008 in den Golf-Staaten den Renault Safrane II, der auf dem Teana basiert und mit diesem auch das Design teilt. In einigen asiatischen Ländern ist das Modell noch als Nissan Cefiro vermarktet worden. Erst mit dem Generationenwechsel hatte man auch in diesen Märkten den Modellnamen zu Teana umgeändert.

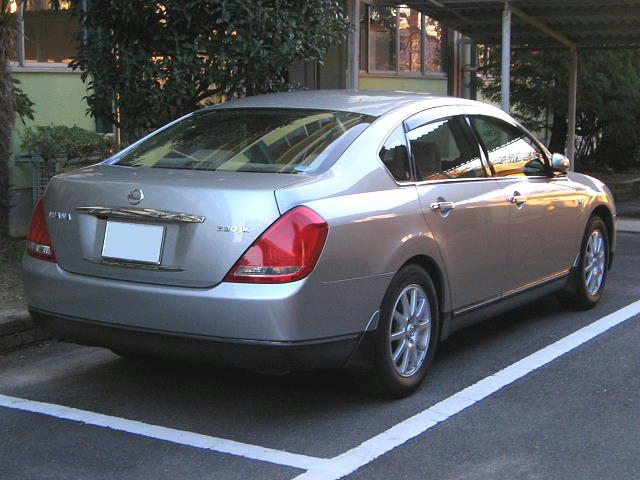
Heck des Teana (2003–2005)
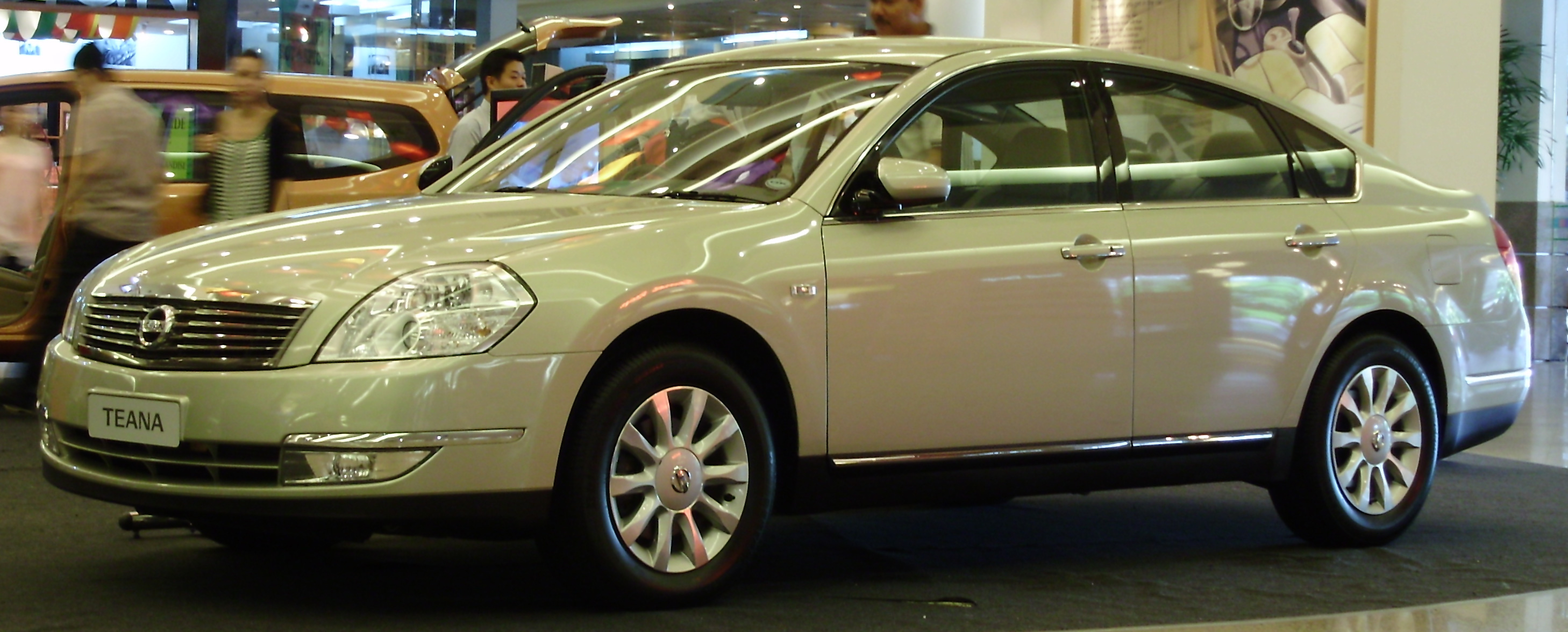
Nissan Teana (2005–2008)
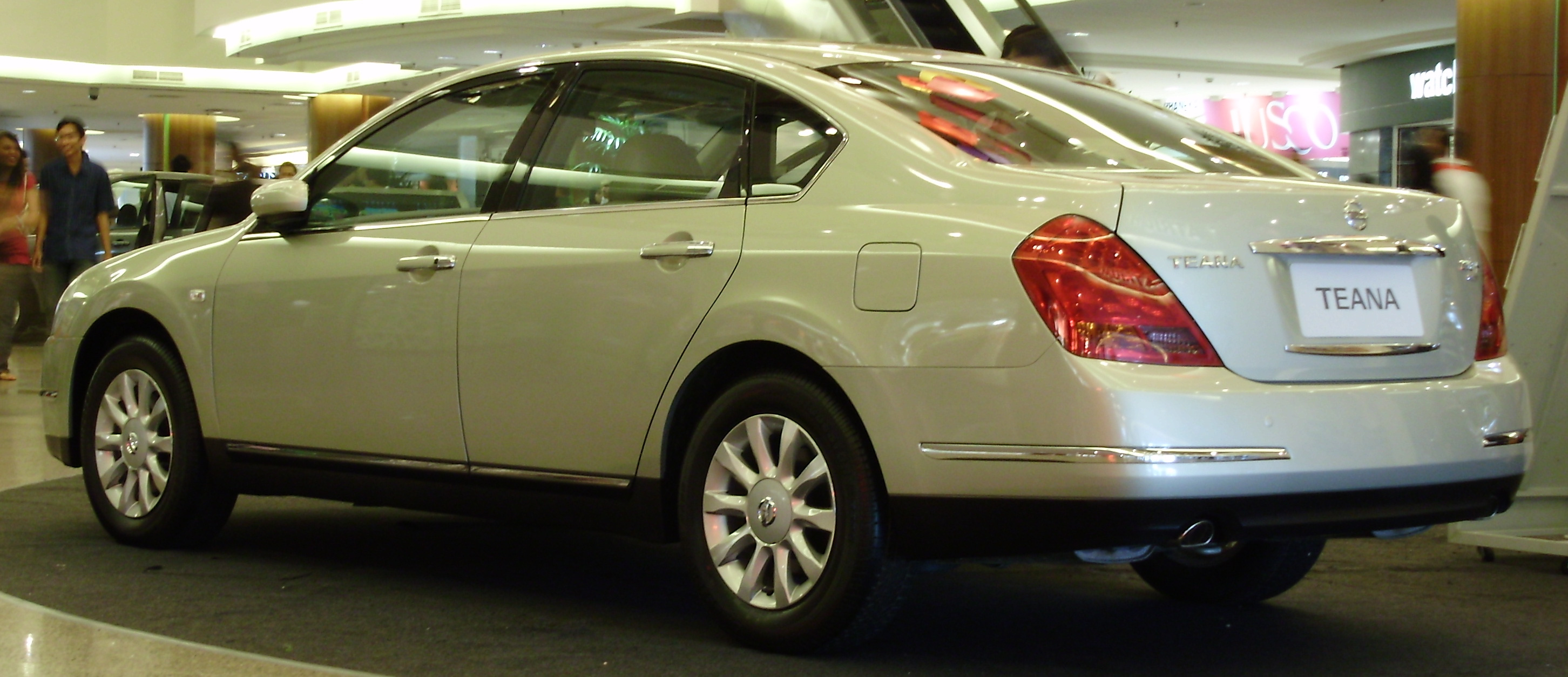
Heck des Teana (2005–2008)
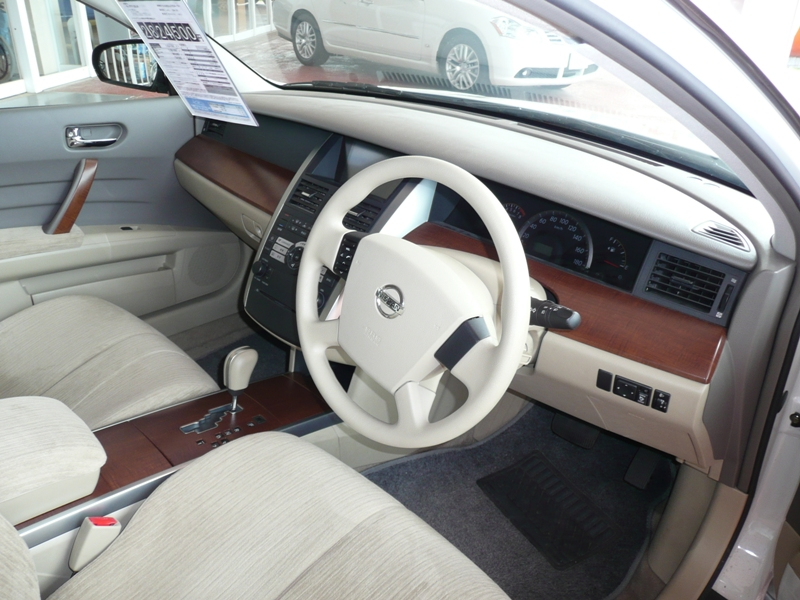
Innenraum

| Nissan Teana J31                           | 250                                         | 230                                         | 350                                         |
| ------------------------------------------ | ------------------------------------------- | ------------------------------------------- | ------------------------------------------- |
| Motor                                      | 4-Zylinder-Reihenmotor (Viertakt)           | 6-Zylinder-V-Motor (Viertakt)               | 6-Zylinder-V-Motor (Viertakt)               |
| Hubraum                                    | 2488 cm³                                    | 2349 cm³                                    | 3498 cm³                                    |
| Motortyp                                   | QR25DE                                      | VQ23DE                                      | VQ35DE                                      |
| Bohrung × Hub                              | 89 × 100 mm                                 | 85 × 69 mm                                  | 95,5 × 81,4 mm                              |
| Leistung bei 1/min                         | 118 kW (160 PS) bei 5600                    | 127 kW (173 PS) bei 6000                    | 170 kW (231 PS) bei 5600                    |
| Max. Drehmoment bei 1/min                  | 240 Nm bei 4000                             | 225 Nm bei 4400                             | 333 Nm bei 2800                             |
| Verdichtung                                | 9,5:1                                       | 9,8:1                                       | 10,3:1                                      |
| Gemischaufbereitung                        | Einspritzung                                | Einspritzung                                | Einspritzung                                |
| Ventilsteuerung                            | DOHC                                        | DOHC                                        | DOHC                                        |
| Kühlung                                    | Wasserkühlung                               | Wasserkühlung                               | Wasserkühlung                               |
| Getriebe                                   | Viergang-Automatik Allradantrieb            | 5-Gang-Automatik Frontantrieb               | CVT-Automatik Frontantrieb                  |
| Radaufhängung vorn                         | Federbeinachse, Schraubenfedern             | Federbeinachse, Schraubenfedern             | Federbeinachse, Schraubenfedern             |
| Radaufhängung hinten                       | Mehrlenkerachse, Schraubenfedern            | Mehrlenkerachse, Schraubenfedern            | Mehrlenkerachse, Schraubenfedern            |
| Bremsen                                    | Scheibenbremsen rundum, vorne innenbelüftet | Scheibenbremsen rundum, vorne innenbelüftet | Scheibenbremsen rundum, vorne innenbelüftet |
| Lenkung                                    | Zahnstangenlenkung, servounterstützt        | Zahnstangenlenkung, servounterstützt        | Zahnstangenlenkung, servounterstützt        |
| Karosserie                                 | Stahlblech, selbsttragend                   | Stahlblech, selbsttragend                   | Stahlblech, selbsttragend                   |
| Spurweite vorn/hinten                      | 1520–1530/1525–1535 mm                      | 1520–1530/1525–1535 mm                      | 1520–1530/1525–1535 mm                      |
| Radstand                                   | 2775 mm                                     | 2775 mm                                     | 2775 mm                                     |
| Abmessungen                                | 4770 × 1765 × 1475–1495 mm                  | 4770 × 1765 × 1475–1495 mm                  | 4770 × 1765 × 1475–1495 mm                  |
| Leergewicht                                | 1460 kg                                     | 1450 kg                                     | 1530 kg                                     |
| Höchstgeschwindigkeit                      | nicht angegeben                             | nicht angegeben                             | nicht angegeben                             |
| 0–100 km/h                                 | nicht angegeben                             | nicht angegeben                             | nicht angegeben                             |
| Verbrauch (Liter/100 Kilometer, jap. Norm) | 9,3 S                                       | 9,0 S                                       | 10,2 S                                      |
| Preis                                      | n. a.                                       | n. a.                                       | $ 34.990 (AUS, 2007) entspricht € 21.000    |

## Teana J32 (2008–2013)
Im April 2008 wurde die zweite Generation des Teana auf der Beijing International Automotive Exhibition vorgestellt und gelangte im Juni schließlich in den Verkauf. Auf dem japanischen Markt ist der J32 das erste Fahrzeug von Nissan, das auf der neu entwickelten D-Plattform aufbaut und auch der erste Wagen seiner Klasse, der ein Glasdach bietet.
Der Teana stand als Fronttriebler mit zwei V6-Benzinmotoren und als Allradversion mit einem Reihenvierzylinder zur Verfügung. Mittels eines stufenlosen Getriebes, das im leistungsstärksten Modell über einen manuellen Schaltmodus mit sechs Stufen verfügt, wird die Motorkraft übertragen.

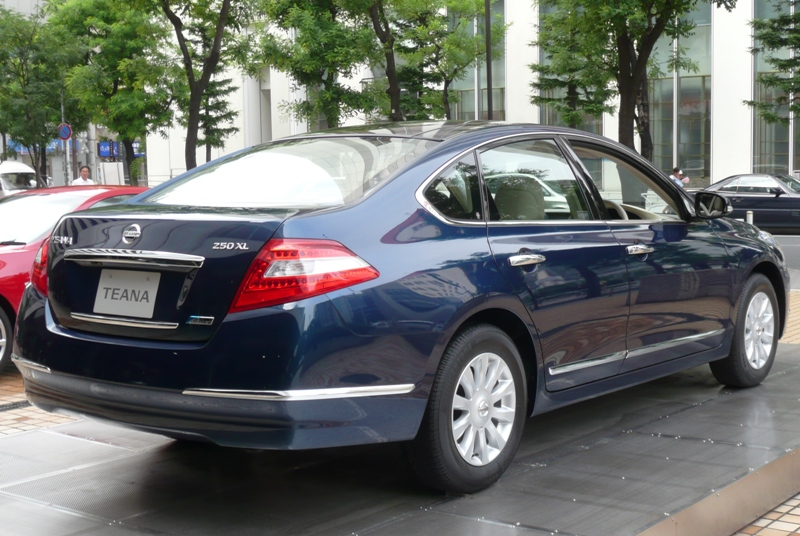
Heck des Teana (2008–2013)
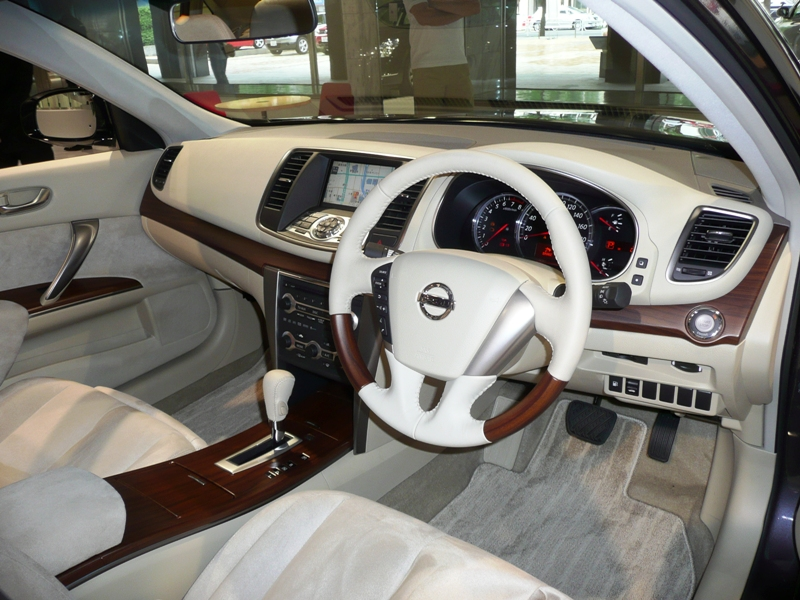
Innenraum (2008–2013)

| Nissan Teana J32                           | 250 Four                          | 250                           | 350                           |
| ------------------------------------------ | --------------------------------- | ----------------------------- | ----------------------------- |
| Motor                                      | 4-Zylinder-Reihenmotor (Viertakt) | 6-Zylinder-V-Motor (Viertakt) | 6-Zylinder-V-Motor (Viertakt) |
| Hubraum                                    | 2488 cm³                          | 2495 cm³                      | 3498 cm³                      |
| Motortyp                                   | QR25DE                            | VQ25DE                        | VQ35DE                        |
| Bohrung × Hub                              | 89,0 × 100,0 mm                   | 85,0 × 73,3 mm                | 95,5 × 81,4 mm                |
| Leistung bei 1/min                         | 123 kW (167 PS) bei 5600          | 136 kW (185 PS) bei 6000      | 185 kW (252 PS) bei 6000      |
| Max. Drehmoment bei 1/min                  | 240 Nm bei 4000                   | 232 Nm bei 4400               | 335 Nm bei 4400               |
| Verdichtung                                | 9,6:1                             | 9,8:1                         | 10,3:1                        |
| Gemischaufbereitung                        | Einspritzung                      | Einspritzung                  | Einspritzung                  |
| Ventilsteuerung                            | DOHC                              | DOHC                          | DOHC                          |
| Kühlung                                    | Wasserkühlung                     | Wasserkühlung                 | Wasserkühlung                 |
| Getriebe                                   | CVT-Automatik                     | CVT-Automatik                 | CVT-Automatik                 |
| Antrieb, serienmäßig                       | Allradantrieb                     | Frontantrieb                  | Frontantrieb                  |
| Spurweite vorn/hinten                      | 1550–1560/1550–1560 mm            | 1550–1560/1550–1560 mm        | 1550–1560/1550–1560 mm        |
| Radstand                                   | 2775 mm                           | 2775 mm                       | 2775 mm                       |
| Abmessungen                                | 4850 × 1795 × 1475–1500 mm        | 4850 × 1795 × 1475–1500 mm    | 4850 × 1795 × 1475–1500 mm    |
| Leergewicht                                | 1530–1590 kg                      | 1490–1560 kg                  | 1580 kg                       |
| Höchstgeschwindigkeit                      | nicht angegeben                   | nicht angegeben               | nicht angegeben               |
| 0–100 km/h                                 | nicht angegeben                   | nicht angegeben               | nicht angegeben               |
| Verbrauch (Liter/100 Kilometer, jap. Norm) | 9,1                               | 7,9–8,2                       | 10,0                          |

## Teana L33 (2013–2020)
Die dritte Generation wurde 2013 eingeführt. Sie ist nahezu baugleich mit dem in Nordamerika angebotenen Nissan Altima. In China war mit dem Teana XV ab dem 21. November 2013 auch eine Langversion im Angebot.

### Technische Daten
|                                             | Teana 2.0 (China)      | Teana 2.5 (China)      | Teana 2.5 XV (China)   | Teana 2.0 (Singapur)   | Teana 2.5 (Singapur)   | Teana 3.5 (Singapur)   |
| Bauzeitraum                                 | 2013–2018              | 2013–2018              | 2013–2018              | 2013–2020              | 2013–2020              | 2013–2018              |
| Motorkenndaten                              |                        |                        |                        |                        |                        |                        |
| Motortyp                                    | R4-Ottomotor           | R4-Ottomotor           | R4-Ottomotor           | R4-Ottomotor           | R4-Ottomotor           | V6-Ottomotor           |
| Hubraum                                     | 1997 cm³               | 2488 cm³               | 2488 cm³               | 1997 cm³               | 2488 cm³               | 3498 cm³               |
| max. Leistung bei min−1                     | 110 kW (150 PS) / 6000 | 137 kW (186 PS) / 6000 | 137 kW (186 PS) / 6000 | 100 kW (136 PS) / 5600 | 127 kW (173 PS) / 6000 | 183 kW (249 PS) / 6000 |
| max. Drehmoment bei min−1                   | 195 Nm / 4400          | 234 Nm / 4000          | 234 Nm / 4000          | 190 Nm / 4400          | 234 Nm / 4000          | 312 Nm / 4000          |
| Kraftübertragung                            |                        |                        |                        |                        |                        |                        |
| Antrieb                                     | Vorderradantrieb       | Vorderradantrieb       | Vorderradantrieb       | Vorderradantrieb       | Vorderradantrieb       | Vorderradantrieb       |
| Getriebe, serienmäßig                       | Stufenloses Getriebe   | Stufenloses Getriebe   | Stufenloses Getriebe   | Stufenloses Getriebe   | Stufenloses Getriebe   | Stufenloses Getriebe   |
| Messwerte                                   |                        |                        |                        |                        |                        |                        |
| Höchstgeschwindigkeit                       | 192 km/h               | 210 km/h               | 210 km/h               | k. A.                  | 210 km/h               | 230 km/h               |
| Beschleunigung, 0–100 km/h                  | 11,9 s                 | 9,7 s                  | 10,1 s                 | k. A.                  | 9,8 s                  | 7,2 s                  |
| Kraftstoffverbrauch auf 100 km (kombiniert) | 7,2 l Super            | 7,5 l Super            | 7,7 l Super            | 7,4 l Super            | 7,5 l Super            | 9,3 l Super            |
| CO2-Emissionen (kombiniert)                 | k. A.                  | k. A.                  | k. A.                  | 177 g/km               | 180 g/km               | 223 g/km               |
| Tankinhalt                                  | 70 l                   | 70 l                   | 70 l                   | 65 l                   | 65 l                   | 65 l                   |